# Cobubatha catada
Cobubatha catada är en fjärilsart som beskrevs av Druce 1889. Cobubatha catada ingår i släktet Cobubatha och familjen nattflyn. Inga underarter finns listade i Catalogue of Life.